# Estadi San Nicola
L'estadi San Nicola és una instal·lació esportiva de la ciutat de Bari, a Itàlia. Fou construït l'any 1990 segons un projecte de l'arquitecte Renzo Piano per partits del Mundial de 1990. Té una capacitat per a 58.500 espectadors i és utilitzat pel club local de la ciutat, el Bari.

## Història
Laconstrucció  va començarel 1987 sota la supervisió de l'arquitecte genovès Renzo Piano. De seguida va rebre el sobrenom La Astronave (‘L'Astronau’) per la inconfusible estètica avantguardista caracteritzada perquè en la safata superior està dividida en 26 seccions independents, separades per espais buïts, permetent assolellar parts de l'estadi fàcilment.
L'antic «Stadio della Vittoria» no satisfeia els criteris per al Mundial i havi esdevingut indispensable construir-ne un de nou.
El 1991 va albergar la final de la Lliga de Campions de la UEFA, entre l'Estrella Roja de Belgrad i el Olympique de Marsella, adjudicant-se el trofeu continental de clubs l'elenc balcànic.
El darrer partit internacional de seleccions es va jugar el 28 de gener del 2007, corresponent a la fase de classificació per a l'Eurocopa 2008, contra Escòcia, guanyat per 2-0 amb els gols de Luca Toni.